# 錫達克里克 (密蘇里州)
錫達克里克（英語：Cedar Creek）是位於美國密蘇里州托尼縣的非建制地區。

## 歷史
錫達克里克的郵局於1871年設立，其後於1894年停運。

## 地理
錫達克里克所處的海拔為高於海平面306米（即1004英呎），而該地所採用的時區為UTC-6，即北美中部時區（CST）。同時該地設有夏令時間，為UTC-6調快一小時，即UTC-5（CDT）。